# Cristianesimo

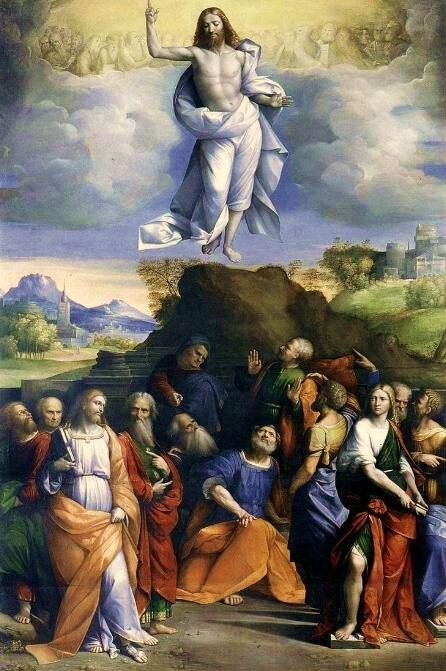
Ascensione di Cristo, dipinto di Benvenuto Tisi da Garofalo, 1510, Gallerie nazionali d'arte antica, Roma

Il cristianesimo è una religione di tipo monoteista, nata nel I secolo all'interno del contesto del giudaismo e fondata sulla figura di Gesù di Nazareth, la cui vita e predicazione, considerate una rivelazione divina, sono raccontate nei Vangeli. I cristiani riconoscono in Gesù il Figlio di Dio, incarnazione del Dio d'Israele, che morì crocifisso e poi risorse, compiendo, secondo la fede cristiana, un atto di salvezza per l’intera umanità. Egli è identificato con il Messia atteso dalle Scritture e per questo è chiamato "Cristo", termine che significa "Unto".
Classificata da alcuni come religione abramitica, insieme all'ebraismo (da cui essa nasce) e all'islam, è la religione più diffusa al mondo, con una stima di circa 2,4 miliardi di fedeli, pari al 30% della popolazione globale nel 2022.

## Storia del cristianesimo

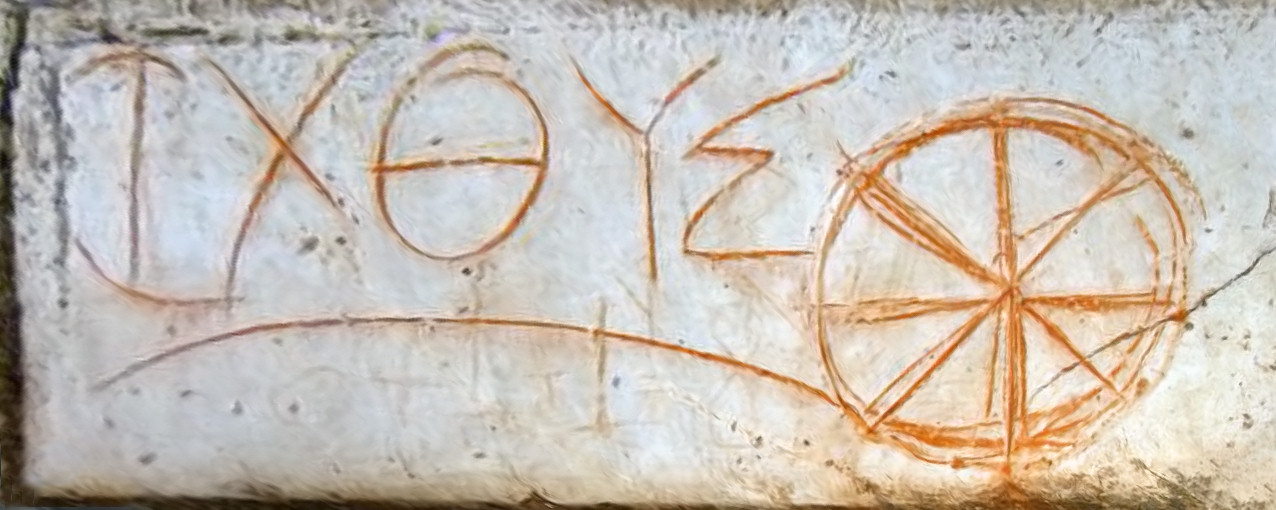
Efeso, scritta ΙΧΘΥΣ

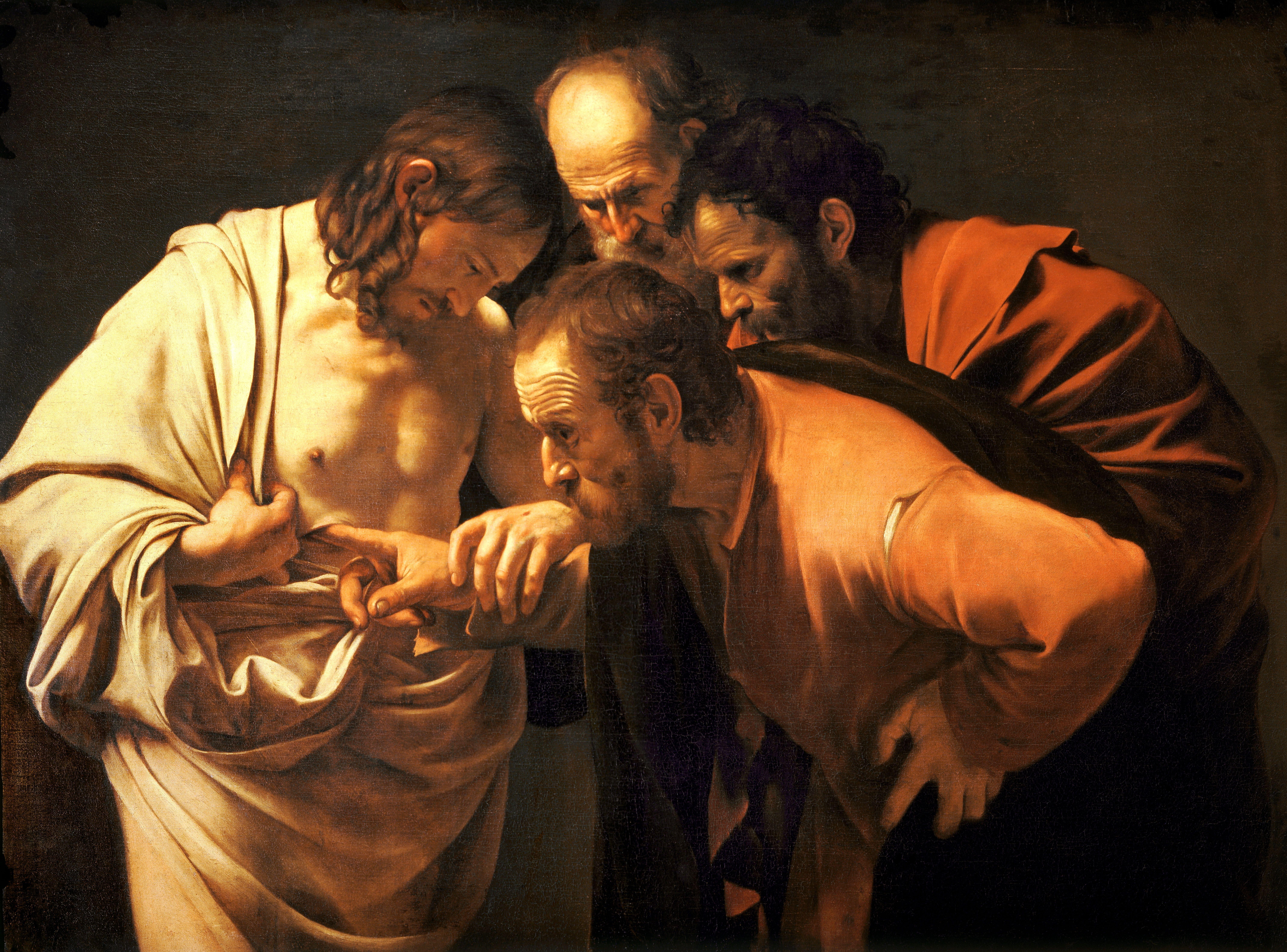
Il cristianesimo è fondato sulla predicazione, morte e risurrezione di Gesù di Nazareth, il quale per i cristiani è sia Dio incarnato sia il Messia d'Israele. L'immagine è quella dell'Incredulità di san Tommaso del Caravaggio

Il cristianesimo emerge nel I secolo dal giudaismo (le cui scritture acquisirono centralità nel cristianesimo); alle origini si presenta con il duplice aspetto di giudeo-cristianesimo (i cui membri erano esclusivamente ebrei convertiti, e ritenevano che solo i circoncisi potessero essere salvati) ed etno-cristianesimo (o cristianesimo dei gentili, cioè i pagani, cioè le "genti", i popoli definiti da una propria genealogia, che comunque dovevano osservare la legge di Mosè), come si desume dai racconti degli Atti di Luca e da alcune lettere di Paolo (come la Lettera ai Galati, le lettere ai Corinzi), mostrando tuttavia che le due anime convivono senza alcuna scissione, e di avere raggiunta una formula di concordia con il primo concilio di Gerusalemme (Atti 15).
I cristiani assunsero dal giudaismo le sue Sacre scritture, definite poi Antico Testamento, nella versione tradotta in greco ellenistico (anche a causa della prevalente origine greco-romana della maggioranza dei primi adepti), dottrine fondamentali come il monoteismo, la fede in un messia o cristo, alcune forme del culto (incluso il sacerdozio), concetti di luoghi e tempi sacri, l'idea che il culto debba essere modellato secondo il modello celeste, l'uso dei Salmi nelle preghiere comuni. Il cristianesimo inteso come religione distinta da quella ebraica iniziò a delinearsi dopo il cosiddetto "Sinodo di Jamnia" in cui venne presa posizione decisa circa l'estraneità della "Via" dall'ebraismo ortodosso, a partire dalla seconda metà del II secolo.
Successivamente la Chiesa post-apostolica lentamente si organizzò attorno alla cosiddetta pentarchia dei cinque patriarcati di Roma, Costantinopoli, Alessandria, Antiochia e Gerusalemme. Le differenti visioni teologiche innescarono contese e separazione tra varie correnti del primo cristianesimo all'interno del quale si formarono idee contrastanti che si rifacevano a diverse raccolte di testi ritenuti sacri, tra queste si estese l'eterogeneo movimento dello gnosticismo. Cercò di porre fine alle contese teologiche, nel IV secolo, l'Imperatore Costantino I che aveva abbracciato, forse per calcolo politico, il cristianesimo "romano" (tuttavia, probabilmente, fu battezzato in punto di morte da un vescovo ariano). Nel 313 Costantino promulgò l'Editto di Milano, che sanciva la libertà di culto ai Cristiani all'interno dell'Impero romano. Costantino fece indire il Concilio di Nicea con lo scopo di mettere fine alle aspre contese che minavano la stabilità politica dell'impero. Il cristianesimo divenne una religione approvata ufficialmente e i vescovi cristiani, in precedenza vittime del potere imperiale, ne divennero fiancheggiatori.
Nel 380 Teodosio con l'Editto di Tessalonica rese il Cristianesimo l'unica religione ufficiale dell'impero romano ricorrendo anche a mezzi cruenti per reprimere le resistenze dei pagani. 
Con la nascita dell'Islam e la progressiva espansione in Oriente e nei paesi del Nord Africa, il cristianesimo venne fortemente ridimensionato; la Chiesa siriaca (Antiochia), caldea (Mesopotamia), copta (Alessandria d'Egitto) e nord Africana quasi scomparirono. Entro l'anno mille le popolazioni dei paesi del Mediterraneo, fino alla Spagna, e il Medio Oriente erano passate alla religione islamica. Nel 1054 contese teologiche circa i dogmi trinitari, il celibato ecclesiastico ed altre questioni minori culminarono nel Grande Scisma tra Chiesa cattolica e Chiesa ortodossa. Circa cinque secoli dopo, lo scandalo delle indulgenze fu l'occasione immediata che spinse Lutero a dare avvio alla Riforma; il rifiuto di qualsiasi dialogo da parte della Chiesa romana portò allo scisma e quindi alla nascita del Protestantesimo. In tempi più recenti, nell'Europa dell'est l'instaurazione di regimi marxisti, per definizione materialisti, ha avuto come conseguenza un processo di scristianizzazione pianificata di stato che è avvenuto iniziando dalla Russia (ex Unione Sovietica) e poi, nel dopoguerra, nei paesi governati da regimi comunisti satelliti dell'URSS. L'instaurazione di regimi marxisti-leninisti in estremo Oriente (Cina, Corea, Vietnam, etc) ha esteso i programmi di scristianizzazione (ma anche di eliminazione della religione in genere). Anche l'India, in seguito all'ascesa al potere di Narendra Modi, ha esteso il programma di repressione del proselitismo religioso cristiano (e non).

## Descrizione

### La religione

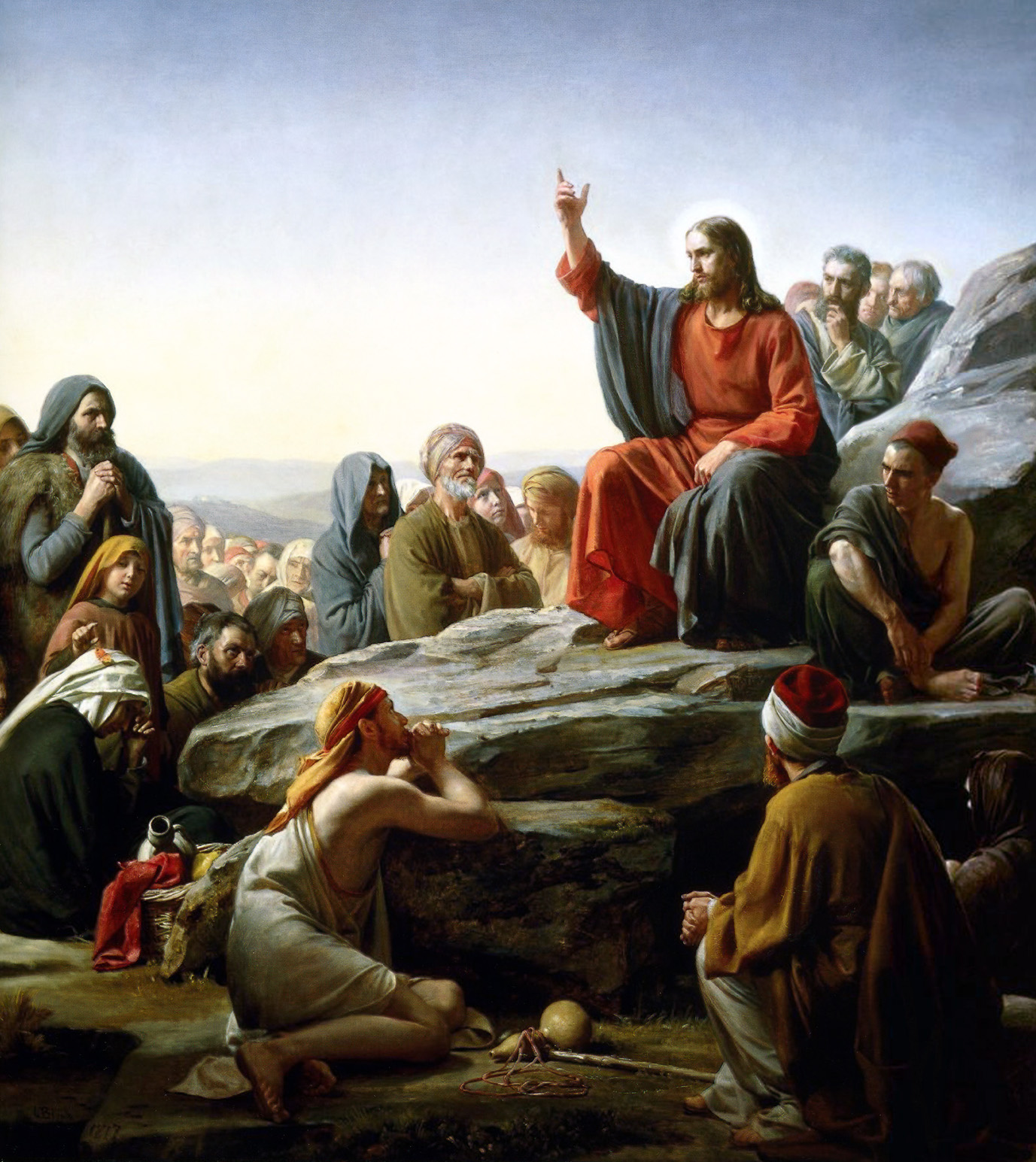
Carl Heinrich Bloch, Il discorso della Montagna

Il cristianesimo riconosce Gesù come il Cristo (Messia) attestato dalla Torah e dalla tradizione ebraica e, nella quasi totalità delle sue denominazioni, come Dio fatto uomo. La teologia cristiana delle principali e più diffuse Chiese cristiane nacque con i primi credi ecumenici, come il Credo niceno-costantinopolitano, che contengono dichiarazioni accettate dalla maggior parte dei seguaci della fede cristiana.
I concetti fondamentali sono:
- Trinità
- Gesù Cristo, figlio di Dio e salvatore dell'umanità
- Amore verso Dio e verso il prossimo

Secondo i testi neotestamentari e la teologia cristiana, Gesù di Nazareth fu crocifisso, morì e fu sepolto, ed è poi risorto dal regno dei morti aprendo le porte del Paradiso a chi crede in lui per la remissione dei propri peccati (salvezza). Gesù è quindi asceso al cielo, dove regna con Dio Padre, e tornerà per giudicare i vivi e i morti, e destinerà ciascuno al Paradiso oppure alla morte eterna.
Le divisioni principali del cristianesimo sono il cattolicesimo, la chiesa ortodossa e il protestantesimo. Il Grande Scisma del 1054 divise la cristianità calcedoniana fra la Chiesa cattolica romana e la Chiesa ortodossa. Il protestantesimo nacque all'interno della Chiesa cattolica a seguito della riforma protestante nel XVI secolo, dividendosi poi in varie ramificazioni. In quanto fede religiosa il cristianesimo ha i suoi contenuti (dottrina). Questi, secondo la tradizione, si basano sulle rivelazioni di Dio al popolo di Israele (tradizione comune anche alla religione ebraica), sulla predicazione del Vangelo con la dottrina di salvezza di Gesù di Nazareth detto "il Cristo" ("unto", "consacrato" da Dio). Questa tradizione è rispecchiata nella Bibbia (Antico Testamento e Nuovo Testamento), considerato un testo ispirato da Dio, e quindi un testo sacro.
Importante anche l'elaborazione teologica e cristologica, dei secoli successivi, presente nella letteratura cristiana delle differenti sottocorrenti religiose e nei Padri della Chiesa, la quale utilizza, in nuove sintesi, anche alcuni termini e concetti propri della teologia greco-romana precristiana e della filosofia greca platonica. Dare una definizione unitaria del cristianesimo è difficile, poiché esso – più che una singola religione in senso stretto – si può considerare una serie di correnti religiose, devozionali e/o metafisiche e/o teologico-speculative, modi di comportarsi, abitudini quotidiane spesso eterogenee, aventi sì un comune nucleo di valori e credenze religiose, ma differenti tra loro a seconda del modo in cui interpretano la tradizione e la sua letteratura religiosa, e a seconda di quale aspetto diviene oggetto di focalizzazione per le singole correnti.

## Riti e pratiche

### Culto settimanale

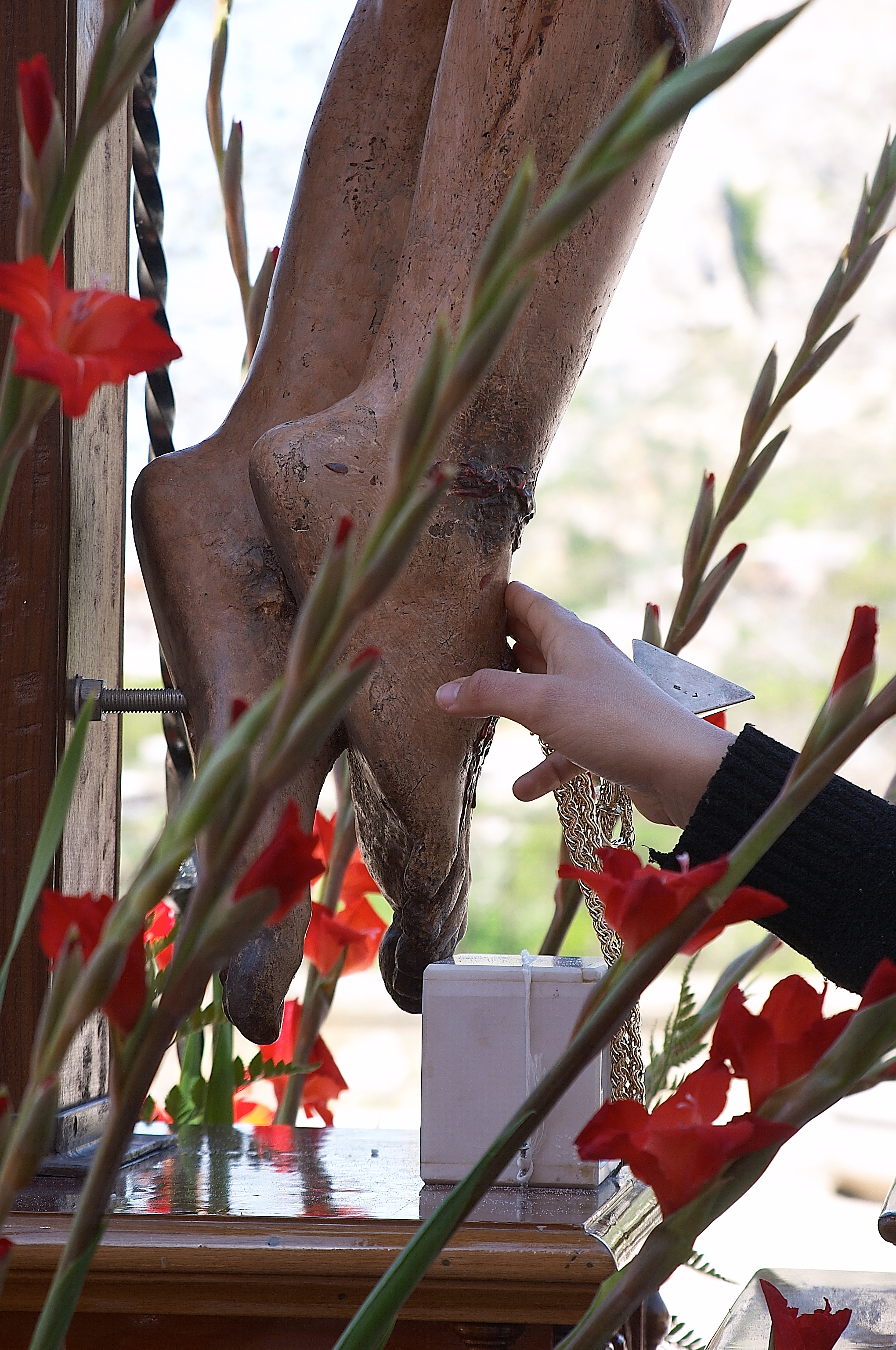
La devozione verso il crocifisso è una nota distintiva cristiana.

Giustino, nel II secolo d.C. dà la prima descrizione completa delle pratiche rituali della prima Chiesa, la cui struttura di base è mantenuta dalla maggior parte delle chiese:
Coloro che possono, e vogliono, danno quanto ritengono possa servire: la Colletta è depositata al presidente, che la usa per gli orfani e le vedove e per quelli che, per malattia o altre cause, sono in necessità, e per quelli che sono in catene e per gli stranieri che abitano presso di noi, in breve per tutti quelli che ne hanno bisogno.»

### Festività
Le festività nella religione cristiana sono numerose, alcune delle quali considerate feste di precetto (nelle quali cioè il fedele cattolico-romano ha l'impegno di partecipare alla celebrazione dell'eucaristia). Le più importanti feste sono la Pasqua (la domenica successiva alla prima luna piena dopo l'equinozio di primavera), in cui si ricorda la risurrezione di Gesù Cristo al cielo; il Natale (25 dicembre, 6 o 7 gennaio a seconda della confessione), in cui si ricorda la nascita di Gesù (la data della sua nascita è sconosciuta); l'Epifania (6 o 19 gennaio a seconda della confessione) in cui si ricorda la manifestazione di Gesù a tutti i popoli, esemplificata tradizionalmente dall'arrivo dei re magi che portano doni al bimbo; nella Pentecoste (cinquantesimo giorno dopo Pasqua) si celebra l'effusione dello Spirito Santo, dono del Risorto, e la nascita della Chiesa. La quaresima è un periodo di quaranta giorni che precede la celebrazione della Pasqua. Il Corpus Domini nel calendario liturgico cattolico rievoca la liturgia della Messa nella Cena del Signore del Giovedì santo.

### Sacramenti
Il sacramento, nella tradizione e fede cristiana, è un rito, istituito da Cristo, che diffonde la grazia di Dio. Il termine è la traduzione del latino sacramentum e corrisponde al greco mysterion.
La Chiesa cattolica riconosce sette sacramenti: battesimo, riconciliazione o confessione, eucaristia o comunione, confermazione o cresima, ordine sacro, matrimonio, unzione degli infermi. La Chiesa ortodossa e le Chiese ortodosse orientali antiche riconoscono gli stessi sette sacramenti della Chiesa cattolica, ma li definiscono "misteri" preferendo non utilizzare il termine "sacramento". Nel protestantesimo la natura dei sacramenti viene considerata in maniera diversa a seconda della confessione; generalmente vengono considerati tali solo quelli di cui il Nuovo Testamento riporta un comando esplicito da parte di Gesù, cioè il battesimo e l'eucaristia. Posizioni simili ma non coincidenti sono presenti nelle denominazioni evangeliche e pentecostali, per alcune delle quali non viene utilizzato il concetto di sacramento ma quello di ordinamento.

### Simboli

Il pesce, antico simbolo cristiano (Ichthys).

Il Chi Rho rappresenta le due lettere greche con cui inizia il nome Khristòs (Cristo).

La croce è oggi uno dei simboli cristiani più riconosciuti al mondo. Già Tertulliano (160-220) attesta nel De Corona che i cristiani usavano tracciare sopra la fronte il segno della croce:
(Tertulliano, De corona, III, PL II, 80A)
 Il crocifisso, invece, non fu utilizzato come simbolo prima del V secolo.
Le prime comunità cristiane, però, per identificare la propria religione non utilizzavano la croce, all'epoca brutale e ignominioso strumento di morte, ma il pesce. "Pesce" in greco antico si dice ἰχθύς (ichthys): le lettere di questa parola formano un acronimo, sintesi della dottrina cristiana, Ἰησοῦς Χριστός Θεοῦ Ὑιός Σωτήρ (Iēsoùs Christòs Theoù Yiòs Sōtèr), che significa parola per parola "Gesù Cristo figlio di Dio salvatore", ovvero "Gesù Cristo salvatore figlio di Dio" cui spesso si accompagnava il genitivo ζωντῶν= "dei viventi". Inoltre il pesce, essendo un animale che vive sott'acqua senza annegare, simboleggiava il Cristo, che può entrare nella morte restando vivo.
Altri simboli cristiani sono il Chi Rho, la colomba (simbolo dello Spirito Santo), l'agnello sacrificale (simbolo del sacrificio di Cristo), la vite e i tralci (simbolo dell'unione dei cristiani con il Cristo). Tutti questi simboli derivano dal Nuovo Testamento. Altro cristogramma utilizzato a partire dal III secolo è IHS.

## Suddivisioni
Le divisioni principali del cristianesimo sono cinque: la Chiesa cattolica, la Chiesa ortodossa, il protestantesimo, l'Anglicanesimo e la Chiesa Copta. Esistono anche altri gruppi cristiani che non rientrano in queste tre categorie principali. I gruppi cristiani si distinguono per differenti dottrine e pratiche. La maggior parte dei cristiani (cattolici romani, vetero cattolici, ortodossi, anglicani, copti e la maggior parte dei protestanti) condividono il Credo niceno.
Le chiese cristiane possono essere classificate in diversi modi. Una suddivisione abbastanza semplice è quella che distingue le chiese occidentali da quelle orientali. Un'altra possibile classificazione cronologica è quella basata sui concili ecumenici riconosciuti e sugli scismi a essi successivi. Il concilio ecumenico è una riunione solenne di tutti i vescovi della cristianità per definire argomenti controversi di fede o indicare orientamenti generali di morale. L'etimologia del termine risale a ecumene, la "casa dove tutti viviamo".

### Cattolicesimo

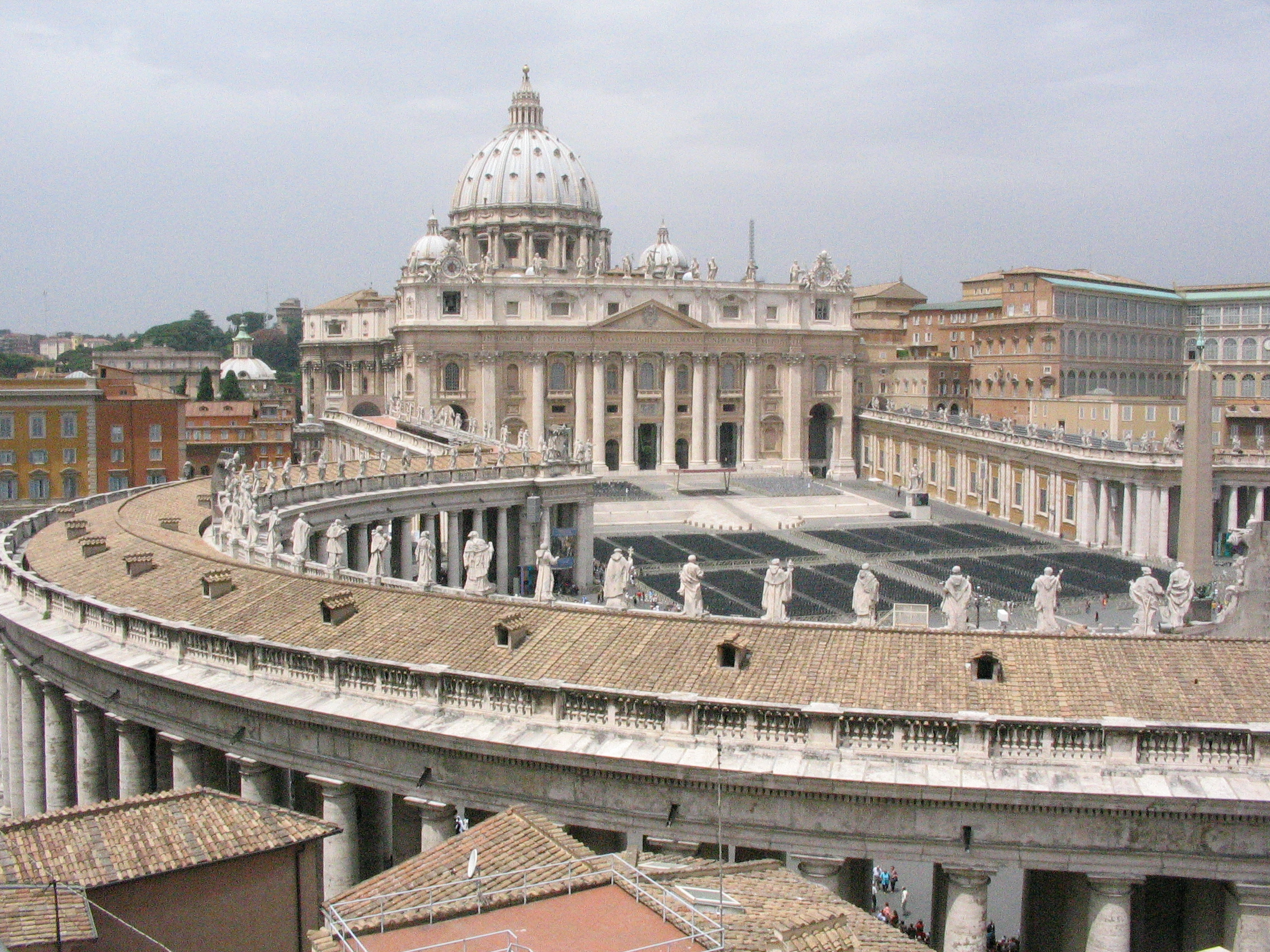
Basilica di San Pietro nella Città del Vaticano.

La Chiesa cattolica apostolica romana deriva dalla Chiesa latina, la cui autorità si estendeva originariamente da Roma sulla parte occidentale dell'Impero romano. Riconosce il primato di autorità al vescovo di Roma, in quanto successore dell'apostolo Pietro sulla cattedra di Roma.
Tra le Chiese cristiane, secondo le statistiche, la Chiesa cattolica conta il maggior numero di fedeli a livello mondiale.
Condivide con l'attuale chiesa ortodossa le definizioni dei primi 7 concili ecumenici (dal concilio di Nicea I al concilio di Nicea II). Dopo lo scisma d'Oriente (1054), la chiesa cattolica riconoscerà come ecumenici altri 14 concili, non riconosciuti però dall'oriente.

### Chiesa Ortodossa

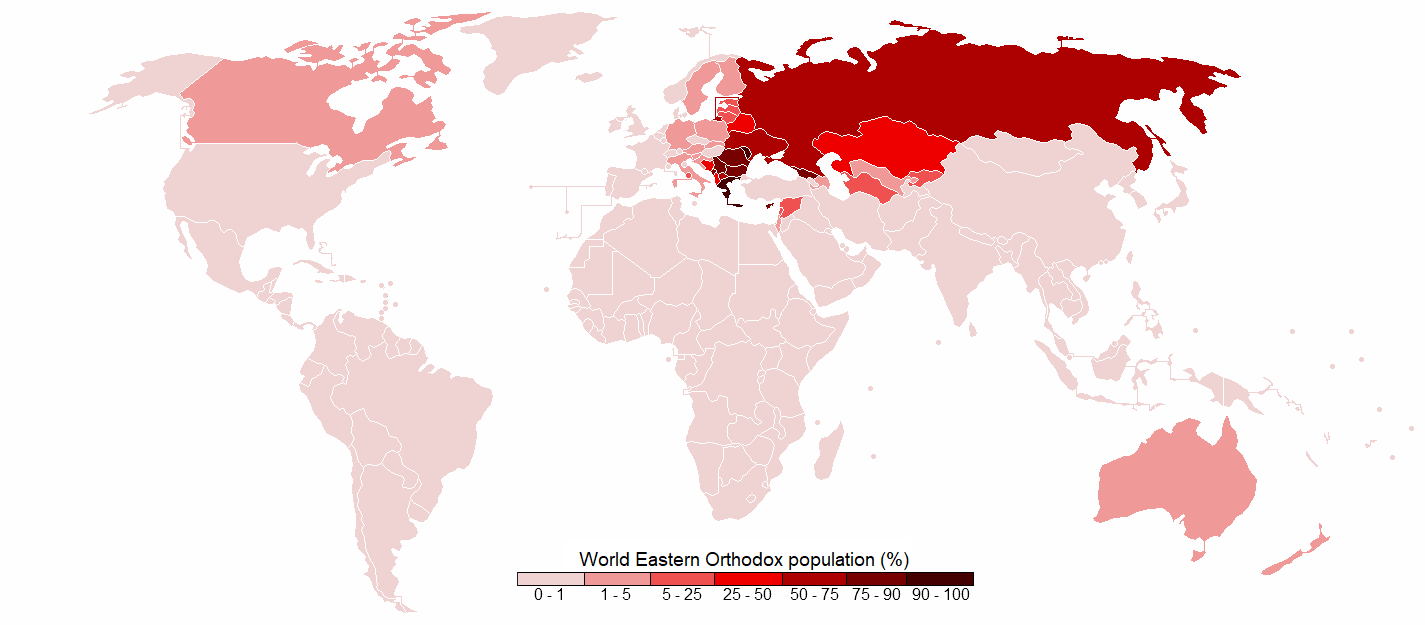
Diffusione dei Cristiani Ortodossi per percentuale di popolazione

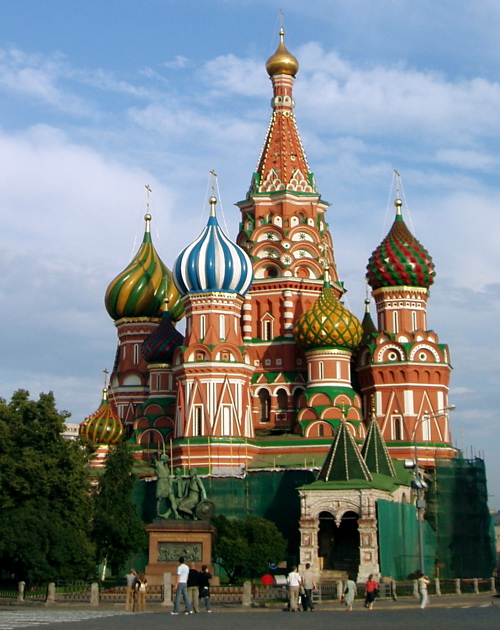
Cattedrale di San Basilio a Mosca

L'ex cattedrale di Hagia Sophia ("Santa Sofia" o "Divina Sapienza"), oggi moschea di Santa Sofia, fu la cattedrale di Costantinopoli e sede del Patriarcato ecumenico di Costantinopoli

A oriente abbiamo invece le chiese ortodosse, emanazioni delle chiese di lingua greca nate originariamente nel territorio dell'Impero romano d'Oriente. A differenza di quanto accadde in Occidente, per quanto la chiesa greca assumesse rilevanza particolare, essa non fu mai in grado di imporre la propria supremazia sulle chiese "sorelle", che rimasero autocefale. Allo stesso modo, anche le chiese fondate da missionari ortodossi (specialmente fra le popolazioni slave) si resero rapidamente autonome dalle rispettive chiese-madri, considerandosi allo stesso loro livello. Fra queste la più importante è indubbiamente il Patriarcato ecumenico di Costantinopoli, considerato e riconosciuto Primus inter pares da tutte le Chiese ortodosse.
Da notare che le chiese ortodosse, da una parte, e quella cattolica dall'altra, sono tra loro scismatiche; la chiesa cattolica non considera le chiese ortodosse eretiche, a differenza di quanto avviene per esempio per le chiese protestanti, mentre le chiese ortodosse, sebbene non vi sia stata in merito alcuna esplicita proclamazione conciliare, sospettano di eresia la chiesa cattolica, soprattutto in relazione alla dottrina del Filioque.

### Protestantesimo

Diffusione del Protestantesimo per percentuale di popolazione

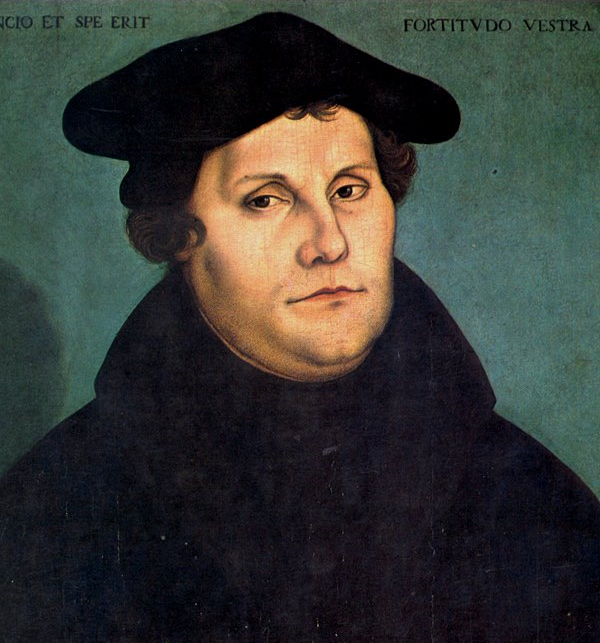
Ritratto di Martin Lutero di Lucas Cranach (1529)

Le chiese della Riforma protestante sono le chiese sorte dalla Chiesa latina nel XVI secolo in seguito alla riflessione teologica di Martin Lutero, Giovanni Calvino, Ulrico Zwingli e altri, nonché dall'appoggio politico e sociale che ebbero dai principi dell'Europa centro - settentrionale. Le chiese protestanti possono venire genericamente suddivise così:
- Chiese della Confessio augustana o luterane;
- Chiese riformate o calviniste;
- Chiese libere: anabattista, mennonita, amish, quacchera, unitariana, ecc.

Esistono anche gruppi che hanno origini diverse, come ad esempio i valdesi, i quali, tuttavia, sono attualmente inquadrabili nell'ambito delle chiese protestanti.

### Anglicanesimo
La Chiesa Anglicana nacque nel 1534 per volere di Enrico VIII Tudor il quale non ricevette dal Papa l'annullamento del Matrimonio da Caterina d'Aragona e si separò dalla Chiesa Cattolica dando vita alla Chiesa d'Inghilterra (che poi diventerà Chiesa Anglicana). All'inizio questa liturgia seguiva la dottrina cattolica, finché non vennero introdotti elementi protestanti (per lo più Luterani e Presbiteriani). Il capo è il Monarca Britannico a cui segue l'Arcivescovo di Canterbury (come guida spirituale). La Chiesa Anglicana si divide in "low church" (la quale presenta un rituale piuttosto protestante) e "high church" (che invece ha una liturgia più cattolica).
Le diverse diocesi anglicane nel mondo sono parte della Comunione Anglicana presieduta dall'Arcivescovo di Canterbury, coadiuvato da quello di York.

### Chiesa Ortodossa Copta
La Chiesa ortodossa copta è una chiesa cristiana miafisita (impropriamente detta monofisita, definizione non accettata né dai copti né dagli etiopi). È una delle Chiese ortodosse orientali.
Nella Chiesa copta il titolo di "Papa" spetta al Patriarca di Alessandria. Dopo più di quarant'anni di ministero di Shenouda III, deceduto il 17 marzo 2012, ora il Patriarca è Teodoro II, 118º papa della Chiesa copto ortodossa. Il 4 novembre 2012, il suo nome è stato estratto a sorte da un bambino, la cui mano si dice sia guidata dal volere di Dio, al termine di una lunga liturgia nella cattedrale del Cairo.
Nel corso del XVIII secolo una parte di essa si è portata in comunione con il Papa di Roma. Oggi sussiste sotto il nome di Chiesa cattolica copta.

### Chiese orientali
Si tratta delle antiche chiese d'oriente che non hanno accettato le definizioni dogmatiche del concilio di Calcedonia. Per questo sono dette anche chiese non calcedoniane o chiese pre-calcedoniane.
Le "Chiese dei tre concili" sono nate dal rifiuto delle conclusioni del concilio di Calcedonia del 451. Sono anche chiamate Chiese non calcedonesi e talvolta Chiese monofisite, sebbene non si ritengano tali, bensì miafisite.
- Chiesa ortodossa copta (patriarcato di Alessandria al Cairo)
- Chiesa ortodossa etiopica (patriarcato di Addis Abeba)
- Chiesa ortodossa eritrea
- Chiesa ortodossa siriaca (detta un tempo "giacobita") (il cui patriarca conserva il titolo di patriarca di Antiochia)
- Chiesa ortodossa siriaca del Malankara a Kottayam
- Chiesa apostolica armena (o gregoriana, o ortodossa): Catholicosato di Echmiadzin residente a Vagharchapad, vicino a Erevan (Armenia) + Catolicosato di Cilicia residente ad Antylias (Libano)
- Chiesa siriaca indipendente di Malabar (nello stato indiano del Kerala)

La maggior parte di queste chiese ha subito uno scisma in età moderna con la formazione di un patriarcato cattolico uniato parallelo, oggi considerato chiesa sui iuris all'interno della Chiesa cattolica.
Inoltre ci sono le "Chiese dei due concili", che non hanno accettato nemmeno il concilio di Efeso del 431, le cosiddette chiese nestoriane:
- Due branche moderne della Chiesa d'Oriente (o Chiesa persiana, o siro-orientale):
  - la Chiesa assira d'Oriente
  - l'Antica Chiesa d'Oriente

### Restaurazionismo
Il termine restaurazionismo è utilizzato per intendere un complesso di chiese e comunità che nascono dal desiderio di tornare alla chiesa cristiana primitiva e che si manifesta in varie forme, soprattutto nel XIX secolo. Sono culti i quali o vogliono differenziarsi dai primi qui menzionati, oppure affermano di avere una linea storica separata.
I più estesi fra questi sono i mormoni, i testimoni di Geova e la Chiesa di Cristo.
I mormoni sono caratterizzati dalla figura individuale del primo fondatore e hanno inoltre come testi sacri il libro di Mormon e libri aggiuntivi mutuati dal loro fondatore, oltre la Bibbia, dove le dottrine cristiane vengono rielaborate in modo completamente univoco e originale. Sia mormoni sia testimoni di Geova non sono riconosciuti come cristiani dalle altre chiese.
I testimoni di Geova, non si riconoscono nel credo niceno, e ripropongono la predicazione del "Regno" di casa in casa che ritengono fosse tipica del cristianesimo del I secolo. Si identificano con l'opera missionaria fatta da Gesù e dai suoi discepoli predicando quella che definiscono "la buona notizia del Regno".
La Chiesa di Cristo è organizzata in comunità di credenti che riconoscono la piena ispirazione di tutta la Bibbia e per le quali il rispetto di tutto quanto in essa è contenuto è l'unico mezzo per fare la volontà di Dio. In linea con il cristianesimo delle origini, non vi è un comitato centrale ma ogni comunità è indipendente.

### Avventismo
L'avventismo ha le sue origini nel millerismo, uno dei vari movimenti della rinascita spirituale statunitense del XIX secolo, formatosi a partire dagli anni '30 intorno a William Miller, un predicatore battista che aveva fissato la data del ritorno di Gesù nel periodo 1843-44; in seguito al mancato avveramento della predizione, i milleriti si dispersero ma uno dei gruppi formò la Chiesa Avventista del 7º giorno, istituita formalmente a Battle Creek (Michigan) nel 1863. Fra i suoi fondatori c'era Ellen Gould White, (1827-1915), una donna cui è riconosciuto un particolare dono di profezia, che svolse un ruolo fondamentale nella formazione della chiesa avventista e nello sviluppo della sua azione evangelistica negli Stati Uniti e in Europa e i cui scritti sono tenuti ancora oggi in grande considerazione.
Gli avventisti del settimo giorno si rifanno anche all'esperienza dei sabatisti intesi come "insabbatati" o "sabbatati"'. Dalla fine del dodicesimo secolo, infatti, gli oppositori dei valdesi iniziarono a chiamarli "insabbatati", "sabbatati" o altri nomi simili. Nel corso dei secoli, sono state seguite due maggiori strade interpretative riguardo al significato profondo di tali nomi. Un'interpretazione, la più seguita ancora oggi anche da parte valdese considera I valdesi della Chiesa evangelica valdese come un nuovo movimento religioso "eretico" i cui membri si distinguevano perché indossavano un tipo particolare di calzatura, i "sabots" che erano degli zoccoli così come usano ancora oggi indossare molti pastori montanari. Essa identifica Pietro Valdo di Lione come il fondatore del movimento valdese che ruppe nel medioevo con la Chiesa cattolica. Secondo questa interpretazione, i valdesi adottarono questo originale tipo di calzatura per testimoniare al popolo che erano un semplice ordine religioso cattolico popolare intento alla restaurazione della semplicità del Vangelo di Cristo del Nuovo Testamento che i "poveri di Lione" (il nome originale dei valdesi) volevano proclamare. 
Con i loro semplici "sabots" si distinguevano dagli altri ordini religiosi cattolici e avevano l'apparenza di genuini apostoli di Gesù. L'altra interpretazione ritiene che questi soprannomi descrivessero la fede valdese che rigettava le tradizioni non bibliche, le feste e i giorni santi designati come "sabati" istituiti dalla Chiesa cattolica romana. Questa spiegazione presuppone che i valdesi non fossero un nuovo movimento religioso e che la loro presenza fosse già attestata ben prima di Pietro Valdo. I loro insegnamenti erano basati sulla Bibbia, la sola Bibbia. La prima volta che la parola "insabbatati" venne usata per i valdesi fu nell'editto del 1192 contro gli "eretici", firmato dal re Alfonso II d'Aragona (1152-1196). In esso, i valdesi erano chiamati "insabbatati" e "I poveri di Lione". L'editto non spiega perché i valdesi fossero definiti "insabbatati". La fonte successiva è l'editto del 1197 contro gli "eretici" a firma del figlio del re Alfonso II, re Pietro II d'Aragona (1174-1213). Questa volta i valdesi erano chiamati "insabbatati". Anche questo editto non dava alcuna spiegazione né del perché del nome, né del motivo dell'omissione del prefisso "in". 
Il fatto che nessuno dei due editti desse tali spiegazioni, indica che i termini erano noti al popolo in quel tempo. La seconda, e più plausibile, interpretazione di " insabbatati" e " sabbatati" e' quella della Chiesa cristiana avventista del settimo giorno e dei suoi storici, ma non dei valdesi della Chiesa evangelica valdese che associano queste parole al persistente rifiuto dei valdesi di osservare le tradizioni cattoliche, comprese feste, giorni santi e "sabati". Osservatori del sabato? Nel 1618 uno storico valdese, John Perrin (1580-1648) scrisse nel libro: " I valdesi rigettano le feste romane, e osservano solamente il giorno del Sabato, per questo erano chiamati " insabbatati", perché osservavano il sabato". Con poche eccezioni, i valdesi negano oggi che gli antichi valdesi osservassero il sabato biblico. Gli avventisti del settimo giorno, dal canto loro, continuano ancora oggi a sostenere e a diffondere questa interpretazione. Una questione mai risolta. Tuttavia, l'evidenza storica indica che molti di loro osservassero il sabato biblico durante il medioevo. L'osservanza del Sabato presso I valdesi era molto diffusa in Boemia e Moravia e anche presso gli unitariani della Transilvania. Il manoscritto di un inquisitore tedesco del quindicesimo secolo riportava che i valdesi in Boemia " non celebravano le feste della vergine Maria e degli apostoli, eccetto il giorno del Signore. Non pochi celebrano il Sabato con gli ebrei".
La Chiesa avventista non è riconosciuta come evangelica o protestante dall'Alleanza Evangelica Mondiale, a causa di alcuni aspetti teologici divergenti dagli altri membri dell'Alleanza: il "giudizio investigativo", l'autorità data agli scritti di Ellen G. White e il fatto di considerare il sabato (lo Shabbat ebraico) come giorno del riposo per i cristiani. Tuttavia, in Italia è considerata come una "osservatrice" della Federazione delle Chiese Evangeliche in Italia dallo Stato italiano, ma tuttavia non e' parte integrante della stessa Federazione; nonostante le divergenze teologiche, dialoga e collabora in progetti comuni con le chiese appartenenti alla Federazione delle Chiese evangeliche in Italia (FCEI)
Oggi è una chiesa diffusa in quasi tutto il mondo; conta (secondo stime interne risalenti all'anno 2010) 16.600.000 membri, è presente in oltre 200 paesi ed i dati confermano una crescita costante. L'Africa è il continente con il maggior numero di avventisti, anche se la crescita maggiore si riscontra in America Latina. Molti avventisti, tra i quali numerosi pastori, specie negli Stati Uniti d'America provengono dall'Ebraismo. La Chiesa avventista del riposo sabbatico sorse nell'ambito dell'avventismo come un movimento di risveglio basato sul messaggio della giustificazione per fede. Gli avventisti del settimo giorno del movimento di riforma invece sono nati come risultato di una scissione dalla Chiesa cristiana avventista del settimo giorno causata dal disaccordo sulla corretta osservanza del sabato e sul servizio militare durante la prima guerra mondiale.
Tale nascita è avvenuta ufficialmente nel 1925 a Gotha, nella Turingia, in Germania. La Chiesa cristiana avventista (Advent Christian Church oppure Advent Christian General Conference) è una chiesa millerita dei cristiani avventisti fondata solo unicamente sugli insegnamenti del predicatore battista William Miller e nata dalla fusione dell'Unione della vita e dell'avvento di George Storrs con l'Associazione cristiana avventista. La Chiesa cristiana avventista oggi tuttavia è principalmente nota e conosciuta storicamente perché da una sua dissidenza dell'Unione della vita e dell'avvento di George Storrs con l'Associazione cristiana avventista, è nato il movimento degli Studenti biblici di Charles Taze Russell, che – particolarmente nel gruppo maggiore che ne è derivato, i testimoni di Geova – ha adottato una teologia che esce decisamente dall'ambito protestante.

## Culti estinti
Tra i culti cristiani ormai estinti, si possono citare le numerosissime eresie, variamente represse, che interessarono la cristianità nella sua storia. Alcune erano:
- gli ebioniti (derivazione del giudeo-cristianesimo) credevano che il Figlio fosse subordinato al Padre essendo non più di un umano speciale. Essi sostenevano che Gesù non era figlio di Dio, ma piuttosto un uomo comune che era profeta. Tuttavia questi gruppi rigettavano completamente le dottrine di Paolo di Tarso, considerato un impostore, e avevano un canone della Bibbia distinto da quello che divenne quello cattolico;
- lo gnosticismo cristiano riteneva che la salvezza dipendesse da una forma di conoscenza superiore e illuminata (gnosi), frutto del vissuto personale e di un percorso di ricerca della Verità, derivato dallo gnosticismo pagano;

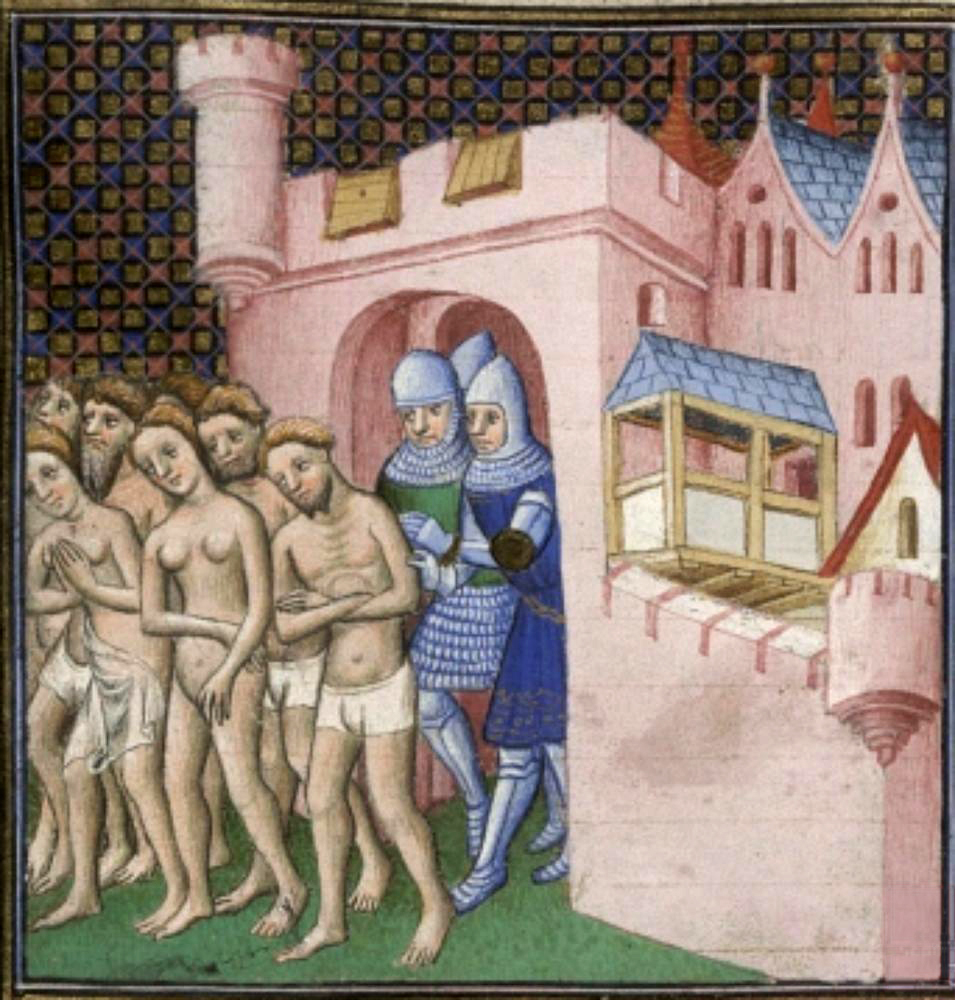
I catari cacciati da Carcassonne nel 1209

- la Chiesa marcionita: Marcione credeva vi fossero due deità, una della Creazione/Vecchio Testamento e una del Nuovo Testamento;
- i montanisti, movimento profetico-escatologico che espresse tutta una serie di chiese locali del tutto autonome e scollegate;
- l'arianesimo, dottrina cristologica elaborata dal monaco e teologo cristiano Ario, condannata al primo concilio di Nicea, che ebbe una grande importanza storica all'epoca delle invasioni barbariche; Ario credeva che il Figlio fosse subordinato al Padre, di cui sottolineava l'assoluta unicità e trascendenza dichiarandolo "sorgente non originata di tutta la realtà", una creatura di ordine superiore, generato dal Padre come primogenito di tutta la creazione e avente uno status divino, cioè anche se viene chiamato Dio, egli non è veramente Dio e quindi non della stessa sostanza del Padre.
- il catarismo, dal greco katharos, diffuso in Europa tra il XII e il XIV secolo; i càtari erano detti anche albigesi, dal nome della cittadina francese di Albi.
- il cerintianesimo, movimento religioso che prendeva il nome dallo gnostico Cerinto del I secolo.
- il donatismo, movimento religioso che nasce e si era sviluppato in Africa nel IV secolo e che considerava i sacramenti non efficaci. Prende il nome da Donato di Case Nere che nel 315 era vescovo di Cartagine.
- la Chiesa bosniaca, chiesa cristiana autocefala, in odore di eresia, diffusa nella Bosnia ed Erzegovina medievale ed estintasi dopo la conquista ottomana.

## Caratteristiche comuni e differenze tra le varie confessioni
Il Cristianesimo nel corso della storia ha subito numerosi scismi e distacchi, il più rilevante dei quali è, nel 1054, quello della Chiesa d'oriente che prenderà il nome di "ortodossa"; la Chiesa di Roma viceversa prenderà il nome di "cattolica". Ancora oggi permangono numerose differenze fra queste due confessioni: le Chiese ortodosse respingono molti dogmi cattolici come il purgatorio, l'infallibilità papale o l'Immacolata concezione; preferiscono le icone alle statue come immagini cui tributare culto. Al vertice della gerarchia delle Chiese ortodosse non troviamo un "sommo pontefice" dotato di giurisdizione su tutti i credenti: le cariche più alte nel mondo ortodosso sono i patriarchi, tra i quali quello di Costantinopoli ha un primato d'onore ma non di giurisdizione. I diaconi e i presbiteri ortodossi non sono tenuti al celibato, per cui possono sposarsi, ma i vescovi vengono eletti e ordinati solamente fra i preti celibi (normalmente monaci). A differenza poi della Chiesa cattolico-romana, le Chiese ortodosse consentono un nuovo matrimonio dopo un divorzio (fino a tre volte). A partire dal Concilio Vaticano II, la Chiesa cattolico-romana e le Chiese ortodosse orientali si sono impegnate in cammino di riconciliazione, riconoscendosi "Chiese sorelle" e ugualmente fedeli alla volontà di Gesù Cristo; per questo motivo sono state simbolicamente revocate le reciproche scomuniche, anche se ai fedeli di una Chiesa continua ad essere proibito ricevere i sacramenti nell'altra.
Nel XVI secolo, in Europa centrale, prese avvio la Riforma protestante. Ad innescare una serie di tensioni religiose e politiche fu la predicazione e l'attività accademica del monaco agostiniano tedesco di nome Lutero, il quale contestava la Chiesa di Roma nella sua pretesa di detenere e dispensare la salvezza operata da Gesù Cristo. In particolare, nel 1517 Luterò contestò la compravendita di indulgenze per la remissione delle pene temporali dovute ai peccati; Lutero invitava i cristiani a tornare alle loro origini evangeliche, ma per questo venne scomunicato dal papa, come scomunicati da Roma furono tutti i membri delle Chiese che nacquero in seguito, traendo da Lutero un'ispirazione più o meno marcata. 
Le varie Chiese protestanti, compresa la Chiesa Anglicana, non accettano l'autorità del Papa sulla Chiesa, così come rifiutano completamente dogmi cattolici come l'esistenza del purgatorio, l'immacolata Concezione di Maria e la sua Assunzione al cielo e l'infallibilità papale; non tributano culto alla Vergine Maria e ai Santi, poiché ribadiscono che l'unico mediatore fra Dio e l'uomo sia Gesù Cristo. Una gran parte delle Chiese protestanti non fa uso di immagini o statue nei luoghi di culto, poiché considerano la venerazione delle immagini come una forma di idolatria. Inoltre, non accettano il dogma della transustanziazione come spiegazione della presenza reale di Cristo nell'eucaristia. Alla base di tutti questi tratti caratteristici sta il rifiuto, da parte del mondo protestante, della tradizione come fonte della Rivelazione: già Lutero, il padre della Riforma, ribadiva con forza il principio della Sola Scriptura. 
Uno scisma piuttosto anomalo fu quello della Chiesa d'Inghilterra, la cui causa scatenante fu il non ottenimento del divorzio di Enrico VIII dalla moglie, da parte del Papa. L'ira del sovrano inglese portò alla creazione di una confessione cristiana inglese, che prenderà il nome di Chiesa Anglicana, il cui capo è il primate d'Inghilterra e l'arcivescovo più importante quello di Canterbury. I sacerdoti anglicani possono sposarsi, le donne possono essere consacrate sia al sacerdozio sia all'episcopato. In maniera similare al protestantesimo non sono accettati molti dogmi cattolici, ma esistono differenze tra la "chiesa alta", molto simile alla cattolica romana e la "Chiesa bassa", anglo-protestante la seconda e anglo-cattolica la prima. Dal pontificato di Paolo VI tuttavia è iniziato un dialogo costruttivo con la Chiesa cattolica romana.

## Diffusione nel mondo

Percentuale di cristiani per stato (Pew Research Center).

Il cristianesimo raggruppa diverse chiese e confessioni, talvolta molto diverse tra loro ed anche in polemica reciproca. Secondo il W.C.T, cioè il World Christian Trends, nel 2001 i cristiani erano complessivamente il 33% degli abitanti del globo ed erano così divisi: cattolici 16,5%; protestanti 5,6%; ortodossi delle varie chiese (russa, greca, armena) 3,6%; anglicani 1,3%; copti e altri (battisti e pentecostali in ascesa) 5,0%. Al 2015, la percentuale dei cristiani sulla popolazione mondiale era scesa al 30%, pari a circa 2.4 miliardi di persone.

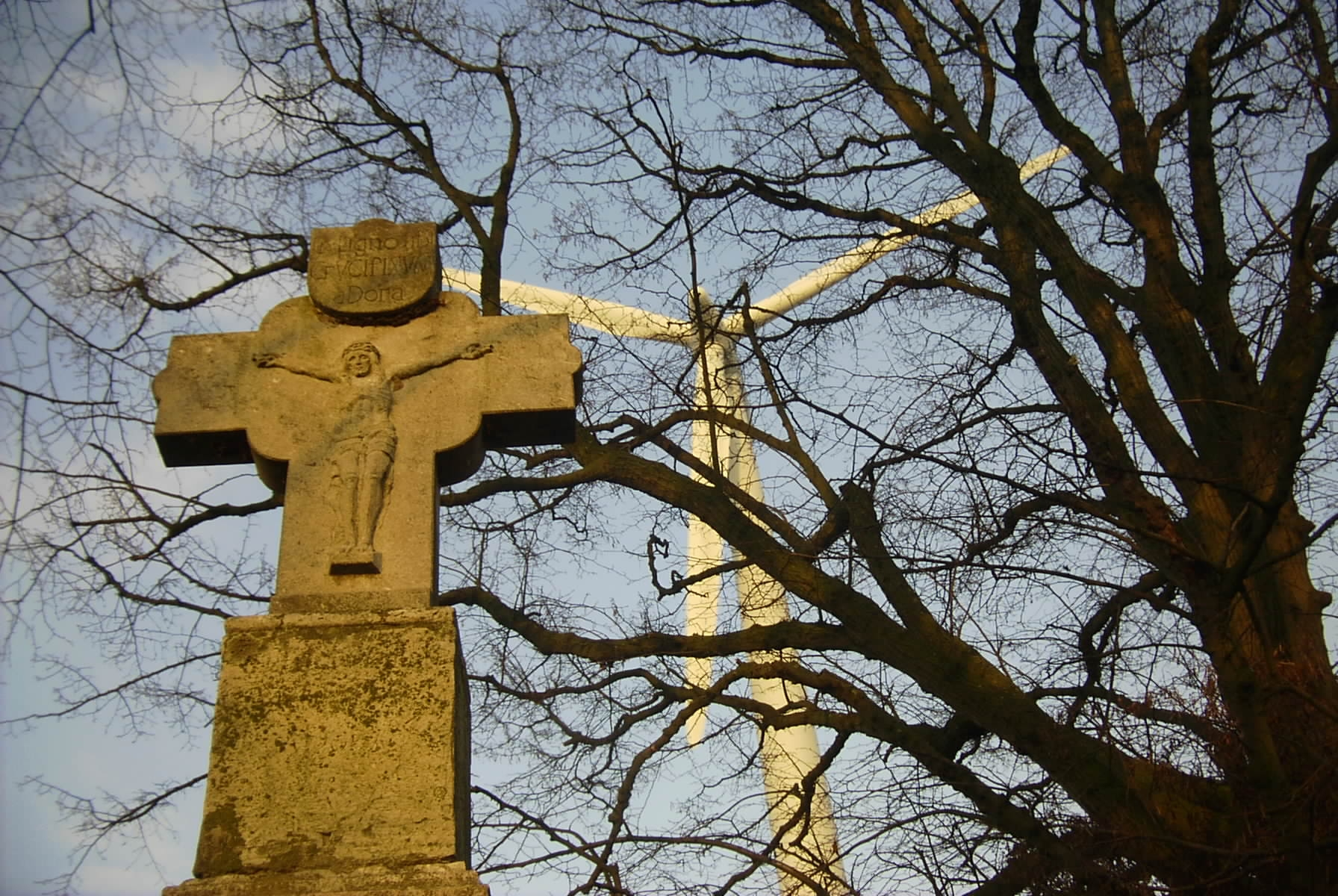
Un crocifisso di pietra in Germania

Gran parte delle statistiche si fondano su sondaggi a campione nei vari stati o sui dati delle anagrafi (quando la religione professata è registrata), preferiti rispetto ai dati forniti dalle varie organizzazioni religiose che spesso si riferiscono al numero di battezzati, ignorando la posizione di coloro che, battezzati nell'infanzia, si siano discostati dal cristianesimo in età adulta. Al 2022 il cristianesimo è la religione predominante in Europa (65%), Russia (67%), nel continente americano (70%), in alcuni Stati dell'Asia (Filippine, Timor Est, Armenia e Georgia), nell'Africa meridionale, nell'Africa centrale, in Africa orientale e in Oceania..
Sebbene il cristianesimo sia la religione predominante in Europa occidentale (63%), e in America settentrionale (71%), è noto che in Europa occidentale, in America settentrionale, e in alcuni Paesi dell'Europa orientale, l'affiliazione al cristianesimo è da anni in forte declino. Contrariamente, in Africa il numero dei cristiani cresce con quello della popolazione del continente. In alcune aree del mondo come l'America meridionale si è avuta un'avanzata delle chiese evangeliche di tipo pentecostale a scapito del cattolicesimo tradizionale, quindi con movimenti e travasi fra le varie confessioni cristiane.

## Bandiera
La Bandiera cristiana è una bandiera ideata agli inizi del XX secolo per rappresentare tutto il Cristianesimo ed è usata prevalentemente da chiese protestanti nel Nord America, in Africa e nell'America Latina. La bandiera si presenta come un campo bianco, con una croce latina rossa all'interno di un angolo in alto a sinistra azzurro. Il rosso della croce simboleggia il sangue versato da Gesù Cristo sul Calvario. Il blu rappresenta l'acqua del Battesimo come pure la fedeltà di Gesù. Il bianco rappresenta la purezza di Gesù. Nella vessillologia convenzionale, una bandiera bianca è legata alla resa, riferimento questo alla descrizione biblica della non-violenza di Gesù e la sua resa alla volontà di Dio. Le dimensioni della bandiera non sono ufficialmente specificate.

### Riferimenti
1. ↑  Religion, Religions, Religious, di Jonathan Z. Smith, in  Mark C. Taylor (a cura di), Critical Terms for Religious Studies, University of Chicago Press, 1998,  p. 430, ISBN 978-0-226-79156-2.
2. ↑  "Once More, Once More: Derrida, the Jew, the Arab" by Gil Anidjar, introduction to:  Jacques Derrida, Acts of Religion, a cura di Gil Anidjar, New York & London, Routledge, 2001,  p. 436, ISBN 0-415-92400-6, /0-415-92401-4.
3. ↑  (EN) Religions, su cia.gov.
4. ↑  Tessa Canella, Il modello di imperatore cristiano
5. ↑  The Gnostic Gospels, di Elaine Pagels, 1979 (tr. it. I Vangeli gnostici, Mondadori 1990.
6. ↑  Giovanni Filoramo, La croce e il potere. I cristiani da martiri a persecutori, Bari-Roma, Laterza 2011.
7. ↑  Cfr., a titolo esemplificativo: Stefano Piano, Dizionario delle religioni (a cura di Giovanni Filoramo). Torino, Einaudi, 1993, pagg. 373-4. Michel Delahoutre in Dictionnaire des Religions (a cura di Paul Poupard). Parigi, Presses universitaires de France, 1984. In italiano: Dizionario delle religioni. Milano, Mondadori, 2007, pag. 911.
8. ↑   Gabriele Mangiarotti, Sintesi della dottrina dei Testimoni di Geova, in culturacattolica.it.
9. ↑   Christian Research Institute, The World and National Councils of Churches, su equip.org.
10. ↑  L'opera di predicazione dei testimoni di Geova adempie una profezia biblica? pag. 9 della Torre di Guardia 1º maggio 2011
11. ↑   Chiesa Cristiana Avventista del 7º giorno, Origini-della-chiesa-avventista/, su gliavventistirispondono.it. URL consultato il 30 ottobre 2013.
12. 1 2   FCEI, Chiesa Cristiana Avventista del Settimo Giorno, su chiesaavventista.it. URL consultato l'8 novembre 2017.
13. ↑   P. Gerard Damsteegt, DTh, The Ancient Waldenses: Did the Reformation Predate Luther?.
14. ↑  John Perrin, "History of the Ancient Christians inhabitating the valleys of the Alps", Griffith and Simon, Philadelphia, Pennsylvania, 1847, pag.25
15. ↑  J. Dollinger, " Beitrage zur Sektengeschichte des Mittelalters", vol 2, Beck, Munchen 1890, pag.662)
16. ↑   Protestante digital, (es) La Alianza Evangélica Mundial no considera `evangélica´ a la Iglesia Adventista, su protestantedigital.com. URL consultato il 4 ottobre 2013.
17. ↑   Avventisti, Punti dottrinali, su chiesaavventista.it. URL consultato il 4 ottobre 2013..
18. ↑   Gianni Long, Le intese con le chiese evangeliche (PDF), su presidenza.governo.it. URL consultato il 4 ottobre 2013.
19. ↑   FCEI, Pubblicazioni della Settimana della libertà, su fedevangelica.it. URL consultato l'8 novembre 2017 (archiviato dall'url originale l'8 novembre 2017).
20. ↑   Ansel Oliver, Secretary: Now 16.6 Million Members, But Challenging Regions Loom Large, su news.adventist.org. URL consultato l'8 novembre 2017.
21. ↑   Christians are the largest religious group in 2015, su pewforum.org, Pew Research Center, 31 marzo 2017. URL consultato il 13 settembre 2024 (archiviato dall'url originale il 6 dicembre 2019).
22. 1 2 3 4   Analysis, Global Christianity, su pewforum.org, Pew Research Center, 19 dicembre 2011. URL consultato il 17 agosto 2012 (archiviato dall'url originale il 26 dicembre 2018).
23. ↑  Encyclopædia Britannica table of religions, by region; retrieved November 2007
24. ↑  (EN) Being Christian in Western Europe, su Pew Research Center's Religion & Public Life Project, 29 maggio 2018. URL consultato il 21 gennaio 2021.
25. ↑   The Global Religious Landscape (PDF), su pewforum.org. URL consultato il 7 maggio 2020 (archiviato dall'url originale il 25 gennaio 2017).
26. 1 2   Stephen Bullivant, Europe's Young Adults and Religion (PDF), su stmarys.ac.uk, St Mary's University, Twickenham, London; Institut Catholique de Paris, 2018.
27. ↑   In U.S., Decline of Christianity Continues at Rapid Pace, su pewforum.org, Pew Research Center, 17 ottobre 2019.
28. ↑   Will Collins, The Myth Of A Christian Revival In Eastern Europe, su The American Conservative, 7 gennaio 2019.
29. ↑   Harriet Sherwood, 'Christianity as default is gone': the rise of a non-Christian Europe, su The Guardian, 21 marzo 2018.